# Salla (Gemeinde Maria Lankowitz)
Salla ist eine Ortschaft und ehemalige Gemeinde mit 241 Einwohnern (Stand: 1. Jänner 2024) im Gerichtsbezirk bzw. Bezirk Voitsberg in der Weststeiermark.

## Geografie

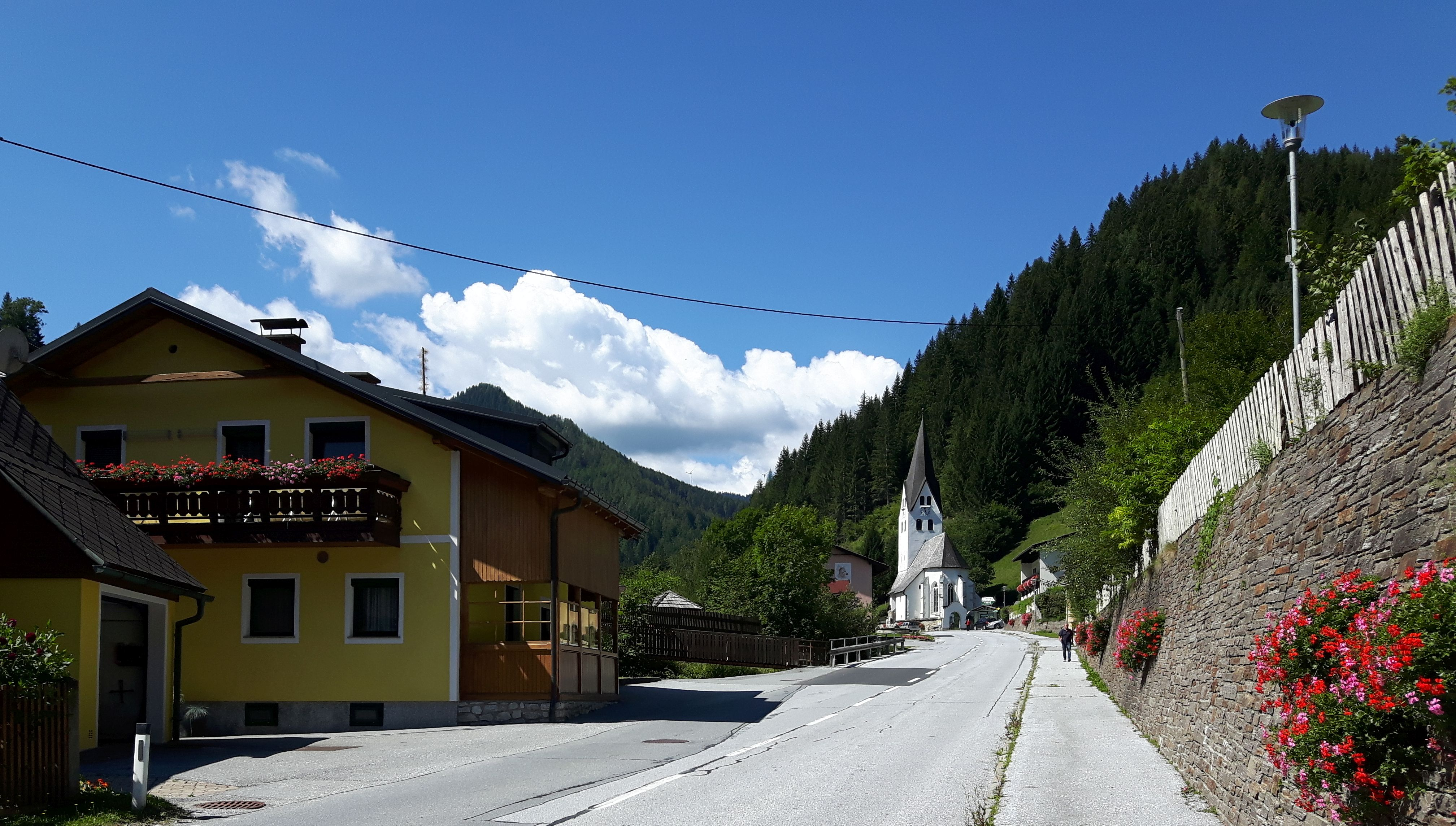
Salla

Salla liegt westlich von Graz, an der Landesstraße von Köflach zum Gaberl. Tiefster Punkt ist der Grenzbereich zwischen Graden und Maria Lankowitz mit 658 m und höchster Punkt ist der Ofnerkogel mit 1666 m.

## Ehemalige Gemeindegliederung
Katastralgemeinden sind (Fläche Stand 31. Dezember 2023):
- Salla (2.473,69 ha)
- Scherzberg (2.461,2 ha)

Damit umfasst die ehemalige Gemeinde eine Fläche von 49,35 km² (4.935,03 ha).

## Geschichte
Ab der zweiten Hälfte des 17. Jahrhunderts wurde, mit Unterbrechungen, bis zum Ende des 18. Jahrhunderts in den Glashütten bei Salla sogenanntes Waldglas produziert.
Seit 2015 ist Salla im Rahmen der Gemeindestrukturreform in der Steiermark mit der Marktgemeinde Maria Lankowitz und Gößnitz zusammengeschlossen, die neue Gemeinde führt den Namen „Maria Lankowitz“ weiter.